# 憧憬の路
憧憬の路（しょうけいのみち）は、広島県竹原市の街並み保存地区で開催される祭り。竹筒にいれたろうそくを灯し、江戸時代から続く街並みをライトアップする催しである。竹原市および市の観光協会で組織された実行委員会の主催で、2011年には、1万8千人が参加した。
10周年となる2012年は10月27・28日の両日にかけて5420本の竹筒が設けられ、竹原市を舞台としたアニメ『たまゆら』出演声優のトークショーが行われた。これに先駆け、2012年9月19日には広島市のマツダスタジアムで、憧憬の路を再現したイベントが行われた。

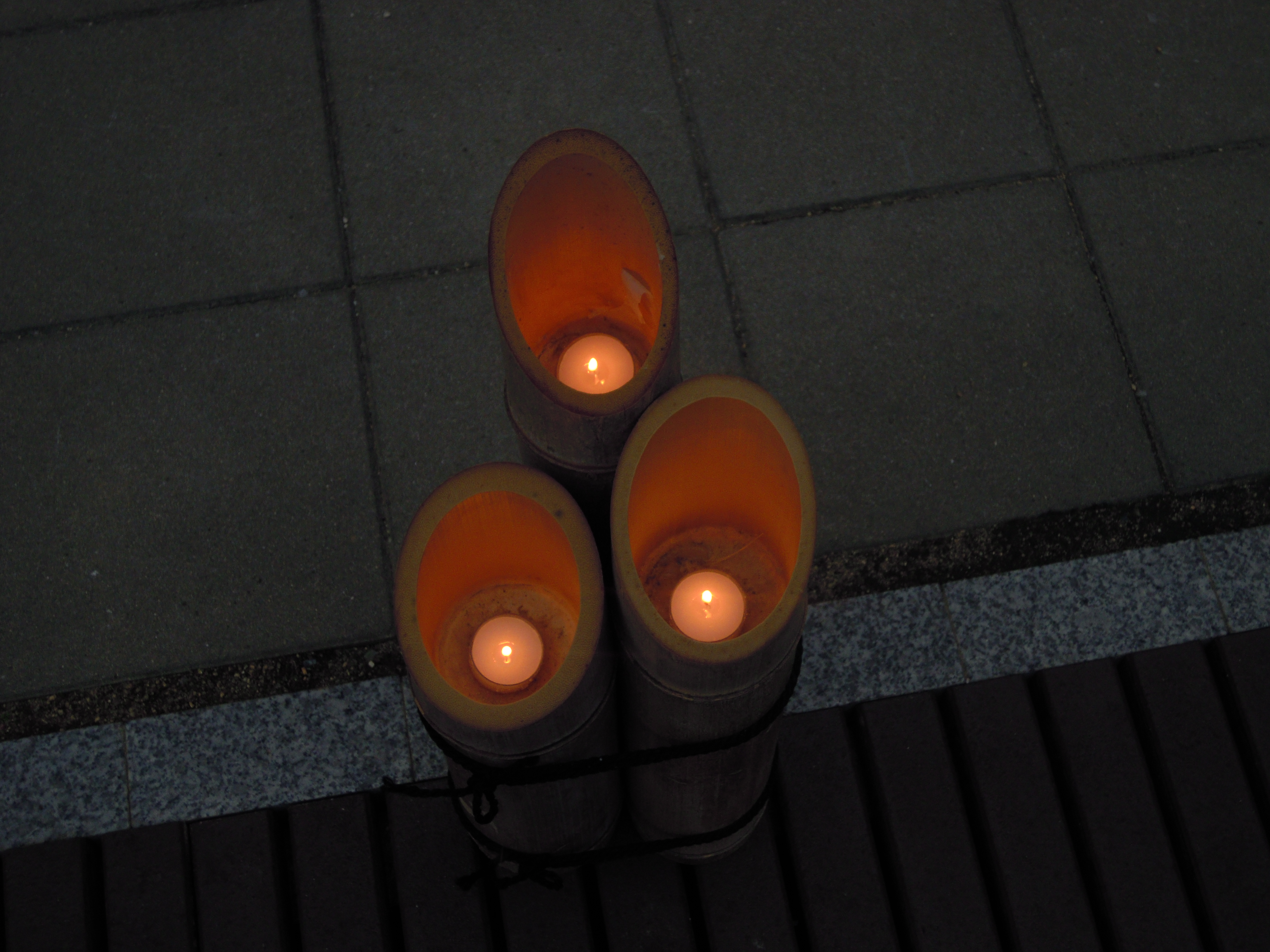
竹の中に蝋燭の火が灯る（2012年10月27日撮影）
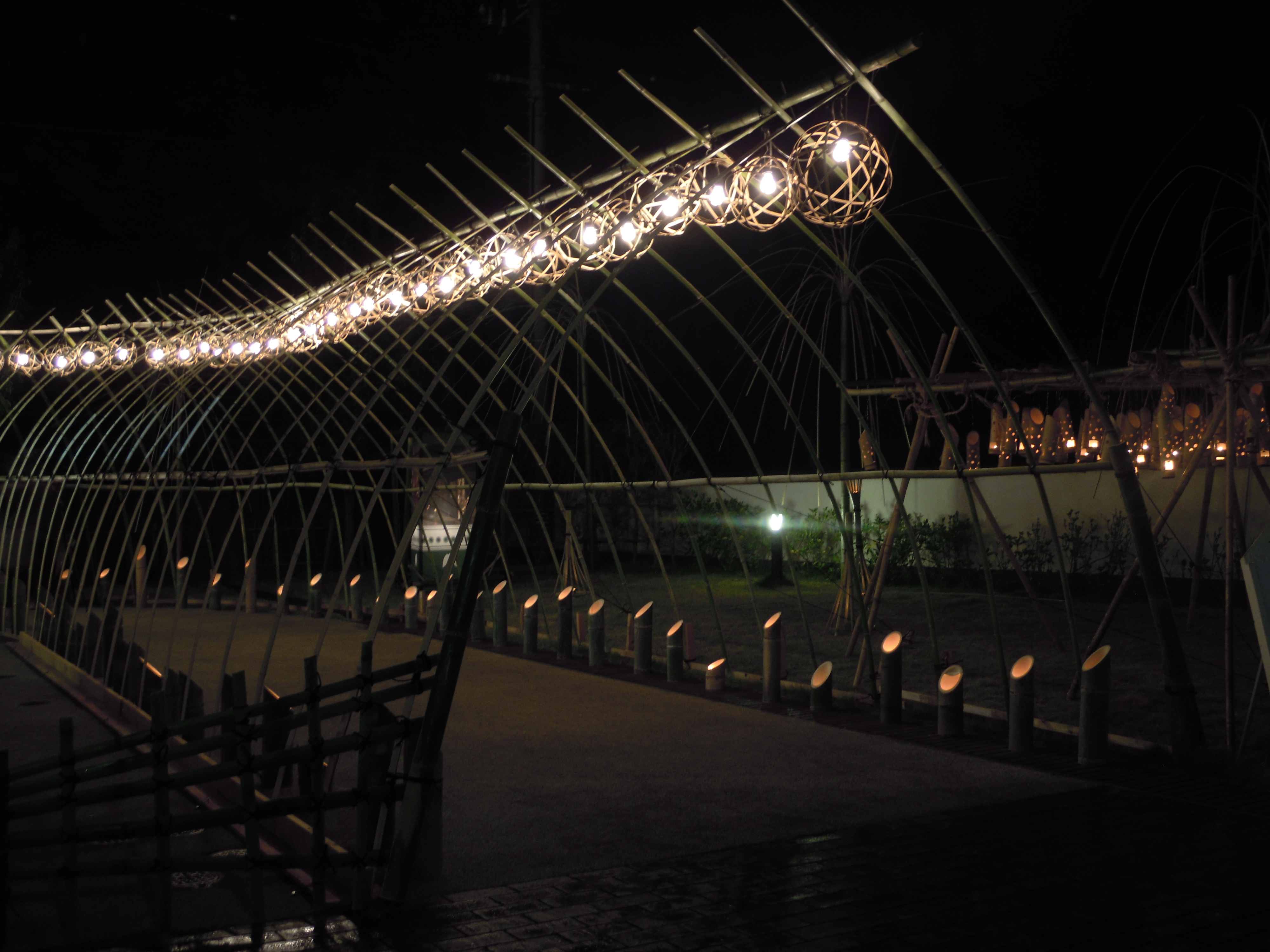
憧憬広場（2012年10月27日撮影）
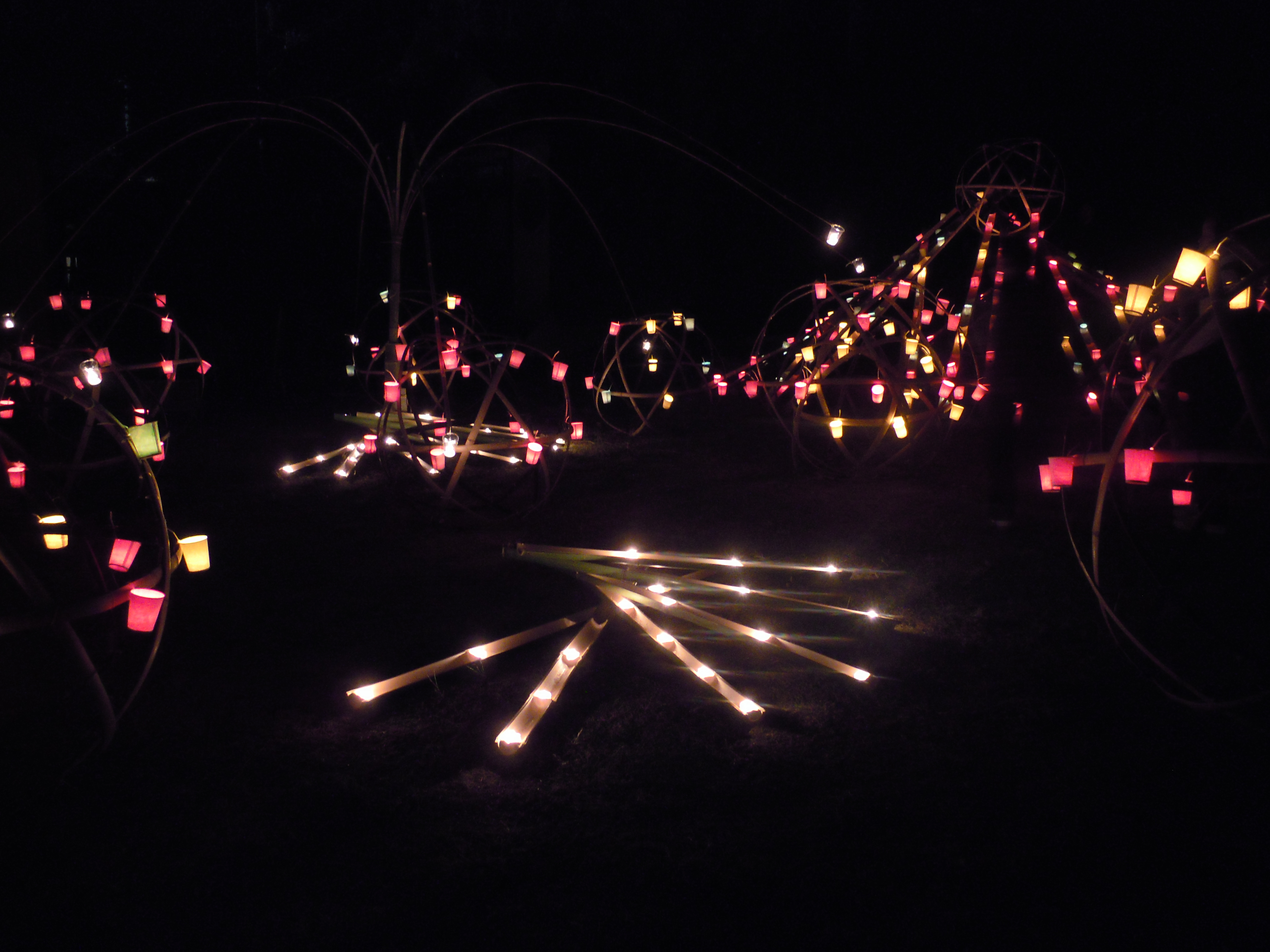
町並み保存センター付近（2012年10月27日撮影）
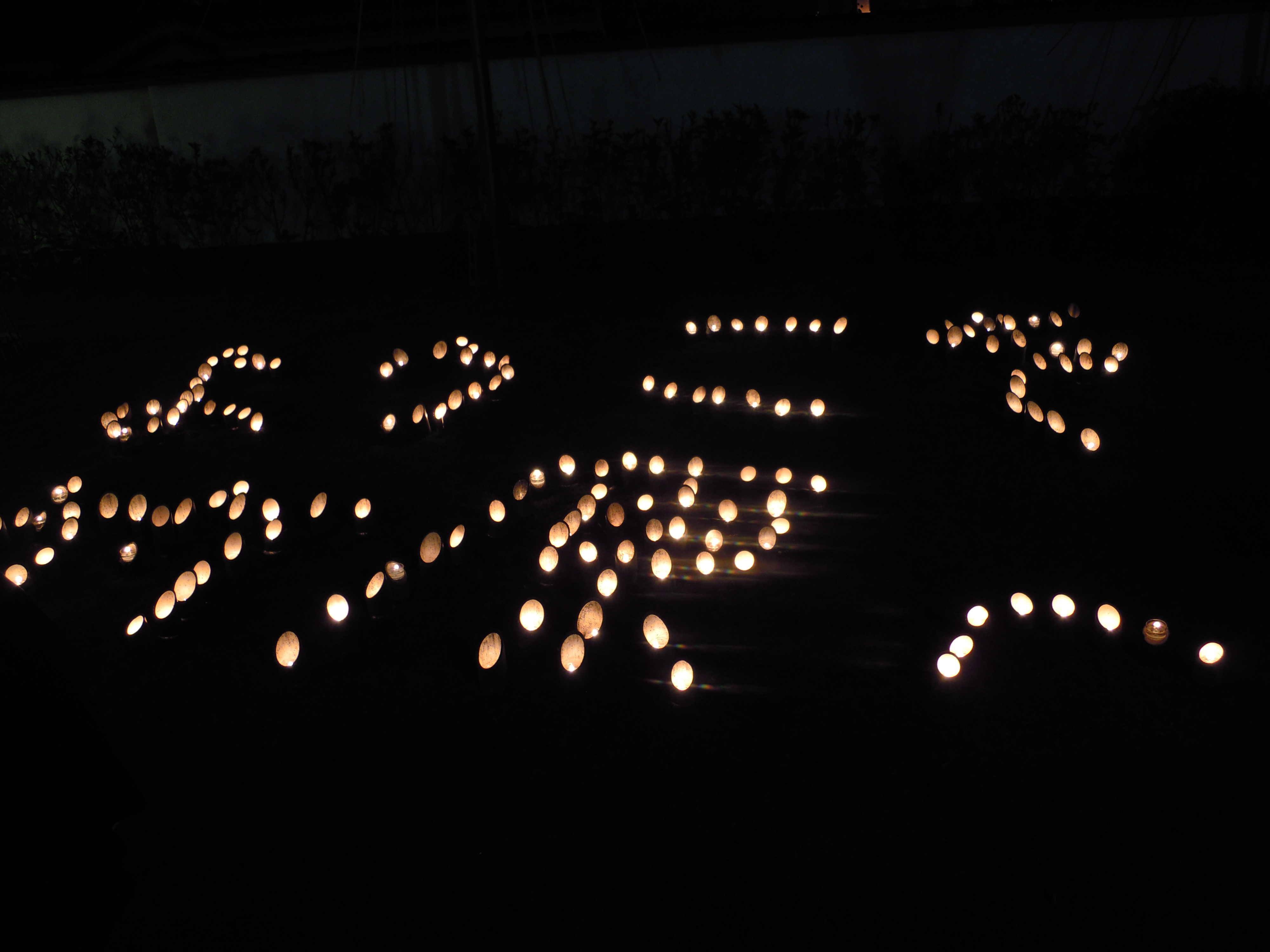
「ようこそ竹原へ」の文字が作られる（2013年11月2日撮影）
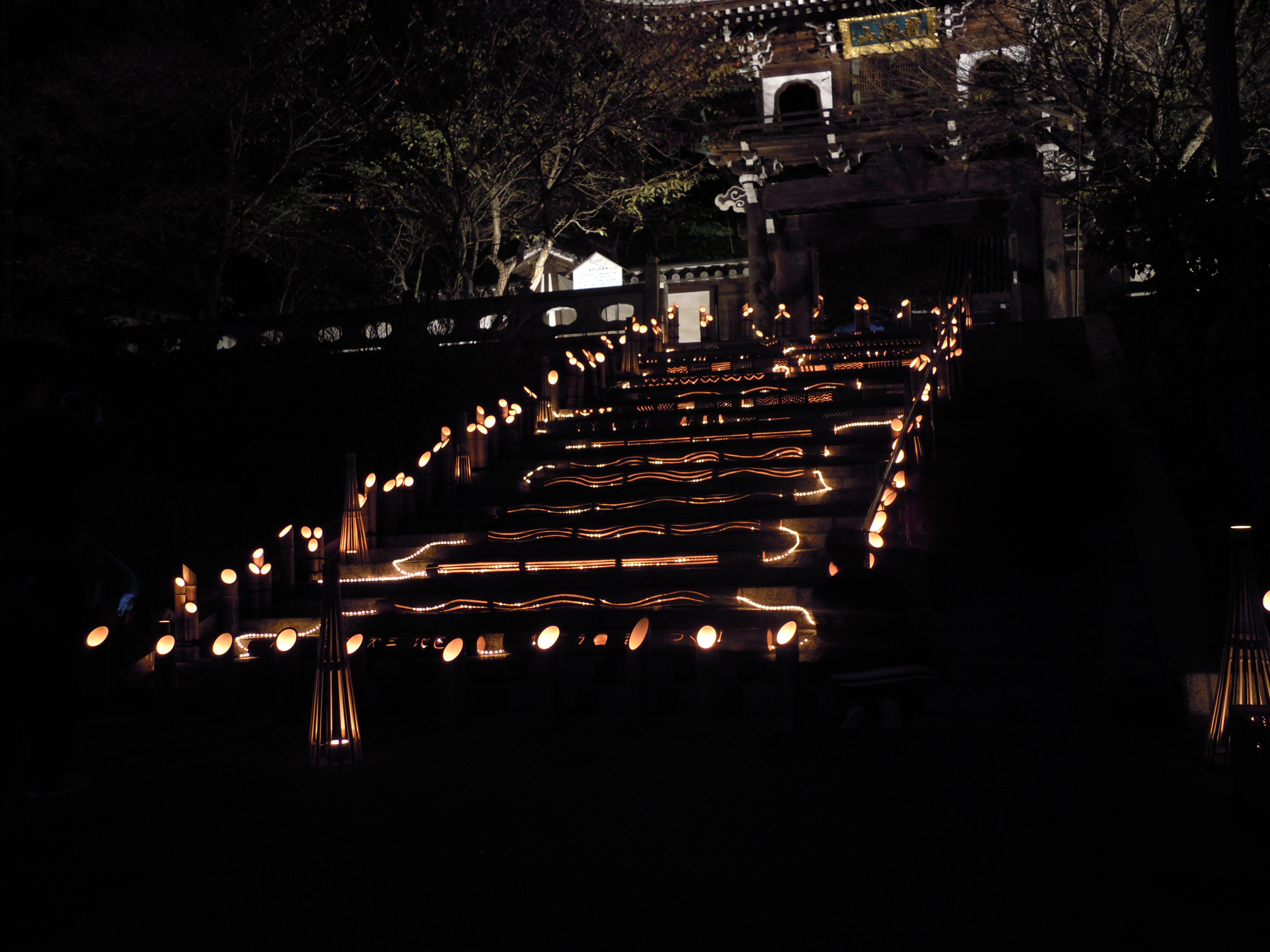
照蓮寺の階段（2013年11月2日撮影）
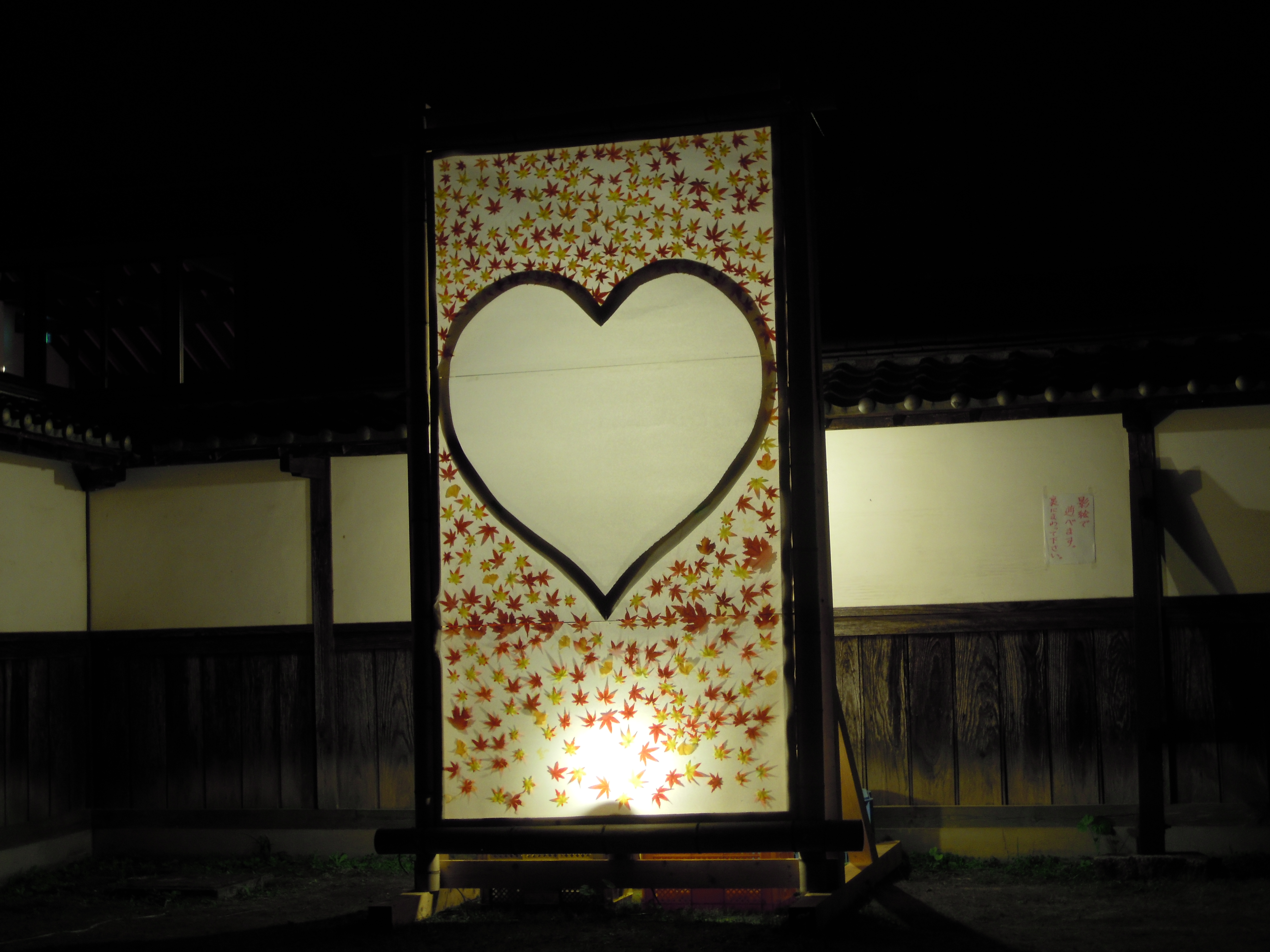
松坂邸にて（2013年11月2日撮影）
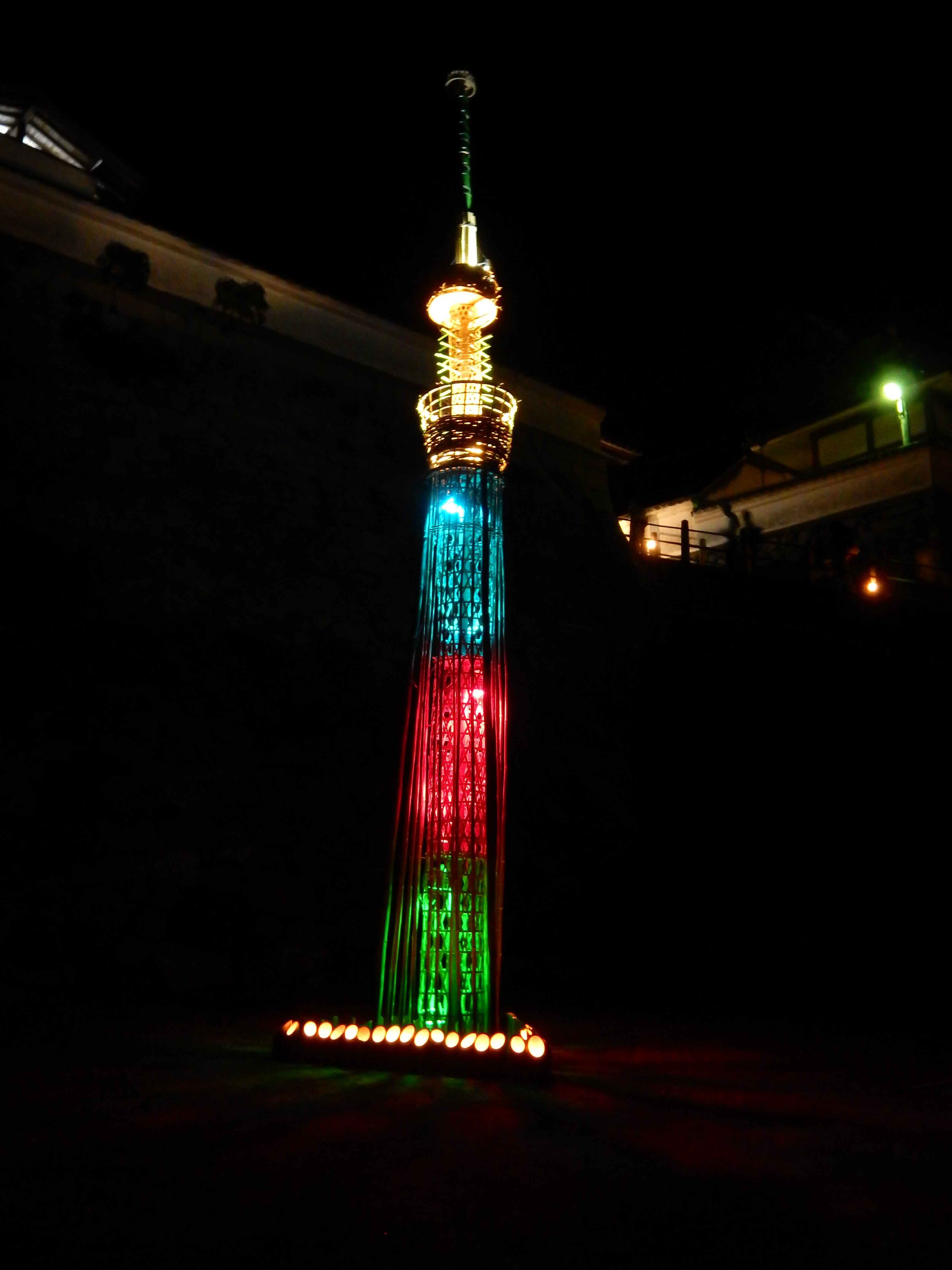
1/100スケールの東京スカイツリー（2015年10月撮影）

## 歴史
1999年に、街並み保存地区における夜のイベントを模索すべく、松阪邸や照蓮寺などで月見会が催されたのが始まりである。その後2003年に国・市の予算がおり、現在の形となった。例年、10月末ないし11月最初の土曜・日曜にかけて開催される。